# Amerikai Virgin-szigeteki labdarúgó-válogatott
Az amerikai Virgin-szigeteki labdarúgó-válogatott – avagy becenevükön The dashing eagle, azaz a lecsapó sas – az Amerikai Virgin-szigetek nemzeti csapata, amelyet az Amerikai Virgin-szigeteki labdarúgó-szövetség (angolul: United States Virgin Islands Soccer Federation) irányít. A Karib-térségben található CONCACAF-tag a világ egyik leggyengébb labdarúgó-válogatottja, amely történelme során csak ötször tudott győzni.

## Világbajnoki szereplés
- 1930 - 1998: Nem indult
- 2002 - 2018: Nem jutott be

## CONCACAF-aranykupa-szereplés
- 1991 - 1998: Nem indult
- 2000 - 2007: Nem jutott be
- 2009 - 2013: Nem indult
- 2007: Nem jutott be

## Karibi kupa szereplés
- 1989 - 1997: Nem indult
- 1998: Visszalépett
- 1999 - 2007: Nem jutott be
- 2008 - 2012: Nem indult
- 2007: Nem jutott be

## Játékosok

### Híresebb játékosok
- Macdonald Taylor, a legidősebb játékos, aki valaha pályára lépett világbajnoki-selejtező mérkőzésen.[3]